# قرار مجلس الأمن التابع للأمم المتحدة رقم 1448
قرار مجلس الأمن التابع للأمم المتحدة رقم 1448، المتخذ بالإجماع في 9 كانون الأول / ديسمبر 2002 ، بعد إعادة التأكيد على القرار 864 (1993) وجميع القرارات اللاحقة بشأن أنغولا، ولا سيما القرارات 1127 (1997)، 1173 (1998)، 1237 (1999)، 1295 (2000)، 1336 (2001) و1348 (2001) و1374 (2001) و1404 (2002) و1412 (2002) و1432 (2002) و1434 (2002) و1439 (2002)، أشار المجلس إلى التقدم المحرز في البلد ورفع الباقي عقوبات ضد يونيتا، بما في ذلك حظر الأسلحة، والقيود المفروضة على السفر وتجميد الأصول.
وأعرب مجلس الأمن عن قلقه إزاء آثار الحرب الأهلية على الوضع الإنساني، ورحب بالخطوات التي اتخذتها الحكومة الأنغولية لتنفيذ بروتوكول لوساكا والاتفاقيات الأخرى. كما أعاد تأكيد التزامه بالحفاظ على سيادة أنغولا وسلامتها الإقليمية.
وبموجب الفصل السابع من ميثاق الأمم المتحدة، أنهى المجلس جميع التدابير المتخذة ضد يونيتا اعتبارًا من اتخاذ القرار الحالي. تم فرضها لأول مرة في عام 1993 في محاولة لإنهاء الحرب الأهلية. كما سيتم حل لجنة مجلس الأمن المنشأة بموجب القرار 864. وأخيراً، صدرت تعليمات للأمين العام كوفي عنان بإغلاق الصندوق الاستئماني الطوعي لأنغولا الذي يدعم التحقيقات في انتهاكات الجزاءات أثناء سريانها.

## روابط خارجية
- نص القرار في undocs.org